# Драгожел
Драгожел (мкд. Драгожел) је насеље у Северној Македонији, у јужном делу државе. Драгожељ је насеље у оквиру општине Кавадарци.

## Географија
Драгожел је смештен у јужном делу Северне Македоније. Од најближег већег града, Кавадараца, насеље је удаљено 20 km јужно.
Насеље Драгожел се налази у историјској области Витачево, која је у овом делу прелази из брдског дела у планински кам југу. Село је положено са десне стране Црне реке, која је у овом делу изградњом бране претворена у вештачко Тиквешко језеро. Јужно од насеља уздиже се планина Кожуф. Насеље је положено на приближно 620 метара надморске висине. 
Месна клима је континентална.

## Становништво
Драгожел је према последњем попису из 2002. године био без становника.
Већинско становништво у насељу били су етнички Македонци.
Претежна вероисповест месног становништва било је православље.